# Arrietty – Elvitte a manó
Az Arrietty – Elvitte a manó (借りぐらしのアリエッティ; Karigurasi no Arietti; Hepburn: Karigurashi no Arietty / Karigurashi no Arietti; angol címén The Borrower Arrietty vagy The Secret World of Arrietty) 2010-ben bemutatott japán animációs fantasy film Jonebajasi Hiromasza rendezésében és Mijazaki Hajao és Niva Keiko írásában. Producere Szuzuki Tosio volt, és a Studio Ghibli gyártásában készült. Zenéjét Cécile Corbel szerezte.
A film Mary Norton Elvitte a manó című könyve alapján készült, középpontjában egy csenőmanó-család áll, akik egy családi ház padlója alatt és falaiban élnek titokban, és az emberektől vesznek kölcsön dolgokat a túlélésük érdekében. A film főszereplőit Sida Mirai, Kamiki Rjúnoszuke, Ótake Sinobu, Miura Tomokazu, Takesita Keiko, Kiki Kirin és Fudzsivara Tacuja szeijúk szólaltatják meg.
Japánban 2010. július 17-én mutatták be a mozik a Toho forgalmazásában. Az első angol változatot a brit StudioCanal készítette, és 2011. július 29-én adta ki az Egyesült Királyságban. Az Egyesült Államokban a Disney jelentette meg új angol szinkronnal 2012. február 17-én. Magyarországon a Digi Film tűzte műsorára magyar szinkronnal, elsőként 2015. november 5-én.
Az Arrietty pozitív fogadtatásban részesült, a kritikusok dicsérték az animációt és a zenét. Japánban a 2010-es év legtöbb bevételt hozó filmje lett, világszerte 145,6 millió dollárt jövedelmezett. Számos díjat elnyert, köztük a Japán Filmakadémia díját „Legjobb animációs film” kategóriában.

## Cselekmény
Egy tinédzser fiú, Só visszaemlékezik arra a felejthetetlen nyári hétre, amelyet anyja szülőházában töltött nagynénjével, Szadakóval és a cseléddel, Haruval. Ahogy Só első nap megérkezik a házhoz, megpillantja a macskát, Niját (Niya), amint valamit üldöz a bokrok között, de felhagy vele, miután egy varjú támad rá. Só egy pillanatra észrevesz egy mozgó valamit, aki Arrietty, egy fiatal csenőmanó lány, aki épp most tér vissza otthonába egy földalatti légrácson keresztül.
Éjszaka Arrietty apja, Pod az anya, Homily aggódása ellenére magával viszi lányát első csenőútjára cukorért és zsebkendőért. A padló alatt és a falakban kiépített utakon juthatnak el észrevétlenül a ház egyes helyiségeibe. Miután a konyhában sikeresen szereznek cukrot, egy üreges falon keresztül egy elektromos árammal és konyhai edényekkel is felszerelt, pompás babaházba érnek, amelyben minden eszköz használható. Mindez Só szobájában található, aki az ágyában fekszik, de még ébren van. Arriettyék épp egy zsebkendőt próbálnak elemelni az éjjeliszekrényről, mikor Só kedvesen megszólítja őket. Ijedtében Arrietty elejti a kockacukrot, majd csendben, válasz nélkül távoznak apjával.
Következő nap Só egy kis cetlivel ahhoz a légrácshoz helyezi a kockacukrot – amelyet Arriettyék előző éjjel elejtettek –, ahol először megpillantotta Arriettyt. A csenőlány rá is bukkan, de apja figyelmezteti, hogy létezésüknek titokban kell maradnia az emberek előtt. Ennek ellenére Arrietty kilopakodik meglátogatni Sót a szobájában. A kockacukrot ledobja a földre, hogy jelezze jelenlétét. Anélkül, hogy megmutatná magát, azt kéri Sótól, hogy hagyja békén a családját, mert nincs szükségük a segítségére. Visszatérve Arriettyt rajtakapja apja. Pod és felesége, Homily rájönnek, hogy felfedezték őket, ezért el kell költözniük. Ráadásul Arriettyre látogatásakor egy varjú is rátámad – szerencsétlenségére az ablakon lévő szúnyoghálóba beszorulva –, aminek következtében a Haru is sejteni kezdi, hogy csenőmanók laknak a házban. Só megtudja Szadakótól, hogy az ősei már feljegyezték az aprónépek létezését a házban, a babaházat is az ő számukra készíttették, de azóta még nem sikerül megpillantani egyetlen csenőmanót sem.
Pod sérülten tér vissza egy csenőútról Spiller, egy csenőfiú segítségével, akivel útközben találkozott. Spiller elmondja, hogy van a környéken több hely, ahová mehetnének. Mialatt Pod lábadozik, Só eltávolítja a padlót és kicseréli a csenőmanók konyháját a babaházból kiemeltre, megmutatva, hogy maradásukat szeretné. Ezzel azonban nem kevés pánikot és rombolást okoz, s csak felgyorsítja távozásukat.
Miután Pod felépül, elindul új otthon után kutatni, Arrietty pedig búcsút vesz Sótól, aki a kertben tartózkodik. Ekkor már meg is mutatja magát a fiú előtt, aki úgy látja, a csenőmanók kihalófélben vannak. Arrietty erre hevesen azt válaszolja, hogy nem fogják könnyen feladni. Só bocsánatot kér, hogy miatta kell elhagyniuk az otthonukat, de hozzáteszi, hogy születése óta szívbetegséggel küzd, s az élete egy néhány nap múlva esedékes műtéten függ, az esélyei pedig nem túl jók. Úgy hiszi már semmit sem tehet, egyszer minden élőlény meghal.
Míg Szadako távol van, Haru felfedezi, hogy a padlót megbontották. Kiássa a csenőmanók otthonát és elkapja Homilyt, majd egy dunsztosüvegbe zárja. Hallva anyja kiáltását, Arrietty otthagyja Sót és a kutatására indul. Elszomorodva a csenőlány távozásától, Só visszaindul a szobájába. Haru bezárja a fiút a szobájába és kihívja a rágcsálóirtókat, hogy élve elkapják a többi csenőmanót. Arrietty Só segítségét kéri; megmentik Homilyt, majd eltüntetik az aprónépek jelenlétének minden nyomát.
Arrietty és családja az éjszaka leple alatt indulnak új otthonuk felé, Nija, a macska figyelmét is felkeltve. Só, aki nem tud elaludni, kimegy a kertbe sétálni, de Nija egy „folyó”-hoz vezeti, ahol a csenőmanók Spillert várják, aki tovább fogja őket vinni. Só egy kockacukrot ad Arriettynek, és elmondja neki, hogy a bátorsága és a csenőmanók túlélésért folytatott küzdelme erőt adott neki, hogy túlélje a rá váró operációt. Arrietty a hajcsatját adja a fiúnak, hogy mindig emlékeztesse rá. A csenőmanók végül Spillerrel egy úszó teáskannában továbbállnak.

## Szereplők
| Szereplő                                     | Japán hang        | Angol hang                            | Angol hang                       | Magyar hang       |
| Szereplő                                     | Japán hang        | 1. angol változat (StudioCanal, 2011) | 2. angol változat (Disney, 2012) | Magyar hang       |
| -------------------------------------------- | ----------------- | ------------------------------------- | -------------------------------- | ----------------- |
| Arrietty (アリエッティ; Hepburn: Arietti)    | Sida Mirai        | Saoirse Ronan                         | Bridgit Mendler                  | Hermann Lilla     |
| Só (翔; Hepburn: Shō)                        | Kamiki Rjúnoszuke | Tom Holland                           | David Henrie, mint Shawn         | Baráth István     |
| Homily (ホミリー; Homirí; Hepburn: Homirī)   | Ótake Sinobu      | Olivia Colman                         | Amy Poehler                      | Makay Andrea      |
| Pod (ポッド; Poddo)                          | Miura Tomokazu    | Mark Strong                           | Will Arnett                      | Berzsenyi Zoltán  |
| Maki Szadako (牧 貞子; Hepburn: Sadako Maki) | Takesita Keiko    | Phyllida Law                          | Gracie Poletti, mint Jessica     | Zsurzs Kati       |
| Haru (ハル)                                  | Kiki Kirin        | Geraldine McEwan                      | Carol Burnett, mint Hara         | Andresz Kati      |
| Spiller (スピラー; Szupirá; Hepburn: Supirā) | Fudzsivara Tacuja | Luke Allen-Gale                       | Moisés Arias                     | Berzsenyi Márton  |
| rágcsálóirtós                                | N/A               | N/A                                   | N/A                              | Szokol Péter      |
| fiú                                          | N/A               | N/A                                   | N/A                              | Berzsenyi Benedek |
| főcím, stáblista felolvasása                 | –                 | –                                     | –                                | Endrédi Máté      |

## Megvalósítás
A Studio Ghibli 2009. december 16-án jelentette be, hogy a következő filmje a Karigurasi no Arrietty lesz és a következő év nyarán fog megjelenni. Szuzuki Tosio elmondta, hogy a film egy „újoncedző” lesz, rendezőnek Jonebajasi Hiromaszát jelölték ki, aki korábban animátorként dolgozott A vándorló palota, a Ponyo a tengerparti sziklán és a Chihiro Szellemországban filmeken, illetve a Földtenger varázslója helyettes rendezője volt. Mijazakit produkciós tervezőként jelentették be. A film Mary Norton Elvitte a manó című díjnyertes könyve alapján készült, melynek feldolgozását Takahata és Mijazaki már közel 40 éve fontolgatta.
A szereplők hangjait 2010. április 13-án jelentették be. A főszereplőket Sida Mirai (Arrietty) és Kamiki Rjúnoszuke (Só) szólaltatták meg. Sidának ez volt az első szinkronszerepe, míg Kamiki már szerepelt korábban más Ghibli-filmekben, mint a Chihiro Szellemországban és A vándorló palotában.

## Megjelenések

### Japán
Az Arriettyt 2010. július 17-én mutatták be a japán mozik a Toho forgalmazásában. A film hivatalos bemutatására rendezett ünnepségen részt vettek a film szereplőit megszólaltató szeijúk, Jonebajasi Hiromasza rendező és Szuzuki Tosio producer is, Cécile Corbel pedig elénekelte a film betétdalát. Jonebajasi utalt rá, hogy célja az előző Ghibli-film, a Ponyo a tengerparti sziklán több mint 12 milliós rekordnézettségét túlszárnyalni. A bemutatóhétvégén 447 moziban vetítették a filmet Japán szerte.
DVD-n és Blu-rayen a Walt Disney Studios Home Entertainment Japan jelentette meg a Studio Ghibli Collection részeként 2011. június 17-én. A kétlemezes DVD-kiadványon japán hangsáv, valamint japán és angol felirat található. A második lemezen ráadásként a storyboard és az előzetes található meg, emellett Arrietty filmben használt ruhacsipeszének valós rekonstrukcióját is a kiadványhoz csomagolták. A Blu-ray lemezen japán 2.0-s és 5.1-es, francia, koreai, kantoni és mandarin 5.1-es hang mellett japán, angol, francia, koreai, kantoni és mandarin felirat is megtalálható. A DVD-nél lényegesen több extra tartalom lelhető fel, a storyboard, számos előzetes és reklám mellett Mijazaki Hajao- és Jonebajasi Hiromasza-interjú és werkfilmek is megtalálhatók, csakúgy, mint Arrietty csipesze.

### Angol nyelvű változatok
Az első angol nyelvű változatot az Optimum Releasing (később StudioCanal) mutatta be az Egyesült királyságban 2011. július 29-én. DVD-n és Blu-rayen 2012. január 29-én adta ki. Egy DVD/Blu-ray gyűjtői kiadás is megjelent, hozzá művészeti kártyákkal. A filmet letölthető formában is elérhetővé tették.
Az észak-amerikai elővetítések 2012. január 21-én kezdődtek New Yorkban, s legkevesebb 1200 helyszínen vetítették az Egyesült Államokban. A Walt Disney Pictures forgalmazásában 2012. február 17-től vetítették az amerikai mozik The Secret World of Arrietty címmel. DVD-n és DVD/Blu-ray kombó csomagban a Walt Disney Studios Home Entertainment kiadásában jelent meg 2012. május 22-én Észak-Amerikában. A Blu-rayen ráadás tartalomként a storyboard, előzetesek és reklámok, illetve két zenés videó is fellelhető.

#### Módosítások a filmen
A Disney változatában eszközöltek kisebb módosításokat. Négy szereplő nevét megváltoztatták, így Sóból Shawn, Szadakóból Jessica, Haruból Hara, Nijából pedig Nina lett. A befejezéshez hozzátettek egy monológot, amelyben Só (Shawn) elmondja, hogy többé nem látta Arriettyt, de egy év elteltével, mikor visszatért a házhoz – tehát a műtétje sikeres volt –, boldoggá tették azok a pletykák, amelyek dolgok eltűnéséről szóltak a szomszéd házában.

### Magyarország
Magyarországon 2012 körül mutatták be a mozik magyar felirattal. A televízióban a Digi Film vetítette szinkronizálva, bemutatója 2015. november 5-én volt.

## Filmzene

### Arrietty’s Song
Az Arrietty’s Song című dalt a francia Cécile Corbel énekli, aki a francia mellett japán, angol, német, olasz és breton nyelven is előadta. Corbel akkor került a Ghibli filmeseinek látóterébe, amikor egy rajongói levelet írt számukra, melyben nagyrabecsülését fejezte ki a stúdió filmjei iránt, csatolva hozzá a saját albumát. Miután meghallgatták az albumot, a stúdiónál érdemesnek találták az együttműködést az előadóval a filmhez.
A dal első hivatalos előadása 2010. augusztus 8-án volt Sibujában, Tokióban az Apple áruházában. A japán filmzenék közül több, beleérte az Arrietty’s Songot, először online jelent meg az iTunes Store, a mora és a Musico webáruházakon keresztül 2009. december 19-én. Ezt követően az összes filmzenét tartalmazó hivatalos album 2010. július 14-én került piacra. Az album legjobb helyezése a 31. volt az Oricon listáin. Az Arrietty’s Songot külön kislemezen is kiadták 2010. április 7-én.

#### Dallista
1. Arrietty’s Song (digitális letöltés) – 3:26[28]

#### Helyezés
| Helyezés (2010)                 | Legjobb helyezés |
| ------------------------------- | ---------------- |
| Japán (Billboard Japan Hot 100) | 98.              |

### Japán filmzenei album
Az Arrietty – Elvitte a manó zenéjét Cecile Corbel szerezte és a Karigurasi no Arrietty Soundtrack (借りぐらしのアリエッティ サウンドトラック; Karigurasi no Arietti Szaundotorakku; Hepburn: Karigurashi no Arrietty Soundtrack / Karigurashi no Arietti Saundotorakku) filmzenei albumon adta ki a Tokuma Japan Communications 2010. július 14-én. A lemezen 22 dal található, köztük a film témazenéje az Arrietty’s Song.
| Karigurasi no Arrietty Soundtrack dallista | Karigurasi no Arrietty Soundtrack dallista | Karigurasi no Arrietty Soundtrack dallista | Karigurasi no Arrietty Soundtrack dallista | Karigurasi no Arrietty Soundtrack dallista | Karigurasi no Arrietty Soundtrack dallista | Karigurasi no Arrietty Soundtrack dallista | Karigurasi no Arrietty Soundtrack dallista | Karigurasi no Arrietty Soundtrack dallista | Karigurasi no Arrietty Soundtrack dallista |
| #                                          | Cím | Hossz                                      |                                            |                                            |                                            |                                            |                                            |                                            |                                            |
| ------------------------------------------ | --- | ------------------------------------------ | ------------------------------------------ | ------------------------------------------ | ------------------------------------------ | ------------------------------------------ | ------------------------------------------ | ------------------------------------------ | ------------------------------------------ |
| 1.                                         | Areta niva (荒れた庭; Hepburn: Areta niwa; The Neglected Garden)                                                                                                  | 4:12                                       |                                            |                                            |                                            |                                            |                                            |                                            |                                            |
| 2.                                         | Jukasita no vagaja (filmben hallható változat) (床下の我が家; Hepburn: Yukashita no wagaya; Our House Below) (Egyes források Yuka no waga ie címen tüntetik fel.) | 3:29                                       |                                            |                                            |                                            |                                            |                                            |                                            |                                            |
| 3.                                         | Jukasita no vagaja (instrumentális) (床下の我が家; Hepburn: Yukashita no wagaya; Our House Below) (Egyes források Yuka no waga ie címen tüntetik fel.)            | 2:28                                       |                                            |                                            |                                            |                                            |                                            |                                            |                                            |
| 4.                                         | Doll House (ドールハウス; Dóruhauszu; Hepburn: Dōruhausu; The Doll House)                                                                                         | 2:59                                       |                                            |                                            |                                            |                                            |                                            |                                            |                                            |
| 5.                                         | Só no kanasimi (1. instrumentális változat) (翔の悲しみ; Hepburn: Shō no kanashimi; Sho’s Lament)                                                                 | 2:47                                       |                                            |                                            |                                            |                                            |                                            |                                            |                                            |
| 6.                                         | Arrietty’s Song (instrumentális) | 3:31                                       |                                            |                                            |                                            |                                            |                                            |                                            |                                            |
| 7.                                         | Areta niva (instrumentális) (荒れた庭; Hepburn: Areta niwa; The Neglected Garden)                                                                                 | 1:14                                       |                                            |                                            |                                            |                                            |                                            |                                            |                                            |
| 8.                                         | Só no Waltz (翔のワルツ; Só no Varucu; Hepburn: Shō no Warutsu; Sho’s Waltz)                                                                                      | 2:44                                       |                                            |                                            |                                            |                                            |                                            |                                            |                                            |
| 9.                                         | Spiller (スピラー; Szupirá; Hepburn: Supirā; Spiller) | 2:01                                       |                                            |                                            |                                            |                                            |                                            |                                            |                                            |
| 10.                                        | Ame (雨; Rain) | 1:08                                       |                                            |                                            |                                            |                                            |                                            |                                            |                                            |
| 11.                                        | The Wild Waltz (ザ・ワイルド・ワルツ; Za Vairudo Varucu; Hepburn: Za Wairudo Warutsu; The Wild Waltz)                                                             | 3:03                                       |                                            |                                            |                                            |                                            |                                            |                                            |                                            |
| 12.                                        | Só no kanasimi (2. instrumentális változat) (翔の悲しみ; Hepburn: Shō no kanashimi; Sho’s Lament)                                                                 | 3:13                                       |                                            |                                            |                                            |                                            |                                            |                                            |                                            |
| 13.                                        | Fuan na kimocsi (不安な気持ち; Hepburn: Fuan na kimochi; An Uneasy Feeling)                                                                                       | 3:13                                       |                                            |                                            |                                            |                                            |                                            |                                            |                                            |
| 14.                                        | Anata to tomoni (あなたと共に; With You) | 2:38                                       |                                            |                                            |                                            |                                            |                                            |                                            |                                            |
| 15.                                        | Szeidzsaku no jasiki (静寂の屋敷; Hepburn: Seijaku no yashiki; The House is in Silence)                                                                           | 1:28                                       |                                            |                                            |                                            |                                            |                                            |                                            |                                            |
| 16.                                        | Só no uta (翔の歌; Hepburn: Shō no uta; Sho’s Song) | 3:17                                       |                                            |                                            |                                            |                                            |                                            |                                            |                                            |
| 17.                                        | Taiszecu na omoide (大切な思い出; Hepburn: Taisetsu na omoide; Precious Memories)                                                                                 | 2:02                                       |                                            |                                            |                                            |                                            |                                            |                                            |                                            |
| 18.                                        | Goodbye My Friend (instrumentális) (グッバイ・マイ・フレンド; Gubbai Mai Furendo; Goodbye My Friend)                                                              | 2:50                                       |                                            |                                            |                                            |                                            |                                            |                                            |                                            |
| 19.                                        | Anata o kessite vaszurenai (あなたを決して忘れない; Hepburn: Anata o kesshite wasurenai; I Will Never Forget You)                                                 | 2:21                                       |                                            |                                            |                                            |                                            |                                            |                                            |                                            |
| 20.                                        | Arrietty’s Song (témazene) | 3:31                                       |                                            |                                            |                                            |                                            |                                            |                                            |                                            |
| 21.                                        | (僕の涙; Boku no namida; Tears in My Eyes) (bónusz instrumentális szám)                                                                                           | 2:36                                       |                                            |                                            |                                            |                                            |                                            |                                            |                                            |
| 22.                                        | Goodbye My Friend (グッバイ・マイ・フレンド; Gubbai Mai Furendo; Goodbye My Friend) (bónusz szám)                                                                 | 2:58                                       |                                            |                                            |                                            |                                            |                                            |                                            |                                            |
| 59:43                                      | |                                            |                                            |                                            |                                            |                                            |                                            |                                            |                                            |

### Summertime
A Summertime című dalt Bridgit Mendler adta elő az észak-amerikai változathoz. A szám először 2012. február 1-jén került bemutatásra a Radio Disney-n, majd február 2-án jelentette meg a Hollywood Records digitális letöltés formájában iTunes-on.
Mendler egy Kidzworldnek adott interjújában elmondta: „Nem személyes tapasztalaton alapul [a dal], de azt hiszem az egész nyár, vidámság, ártatlanság dolog összekapcsolható a filmmel és valamivel, amit kedvelnek. A film a képzeletről szól és van néhány jó kép ebben a dalban.”

#### Zenés videó
A dal zenés videóját 2012. január 10-én mutatták be a Disney Channelen. Art Spigel, a Disney Channel Games rendezője rendezte, és a Los Angeles-i Disney Golden Oak Ranch volt a forgatási helyszíne.

#### Dallista
1. Summertime (digitális letöltés) – 3:01[33]

#### Helyezés
| Helyezés (2012)                  | Legjobb helyezés |
| -------------------------------- | ---------------- |
| US Kid Digital Songs (Billboard) | 8                |

## Fogadtatás

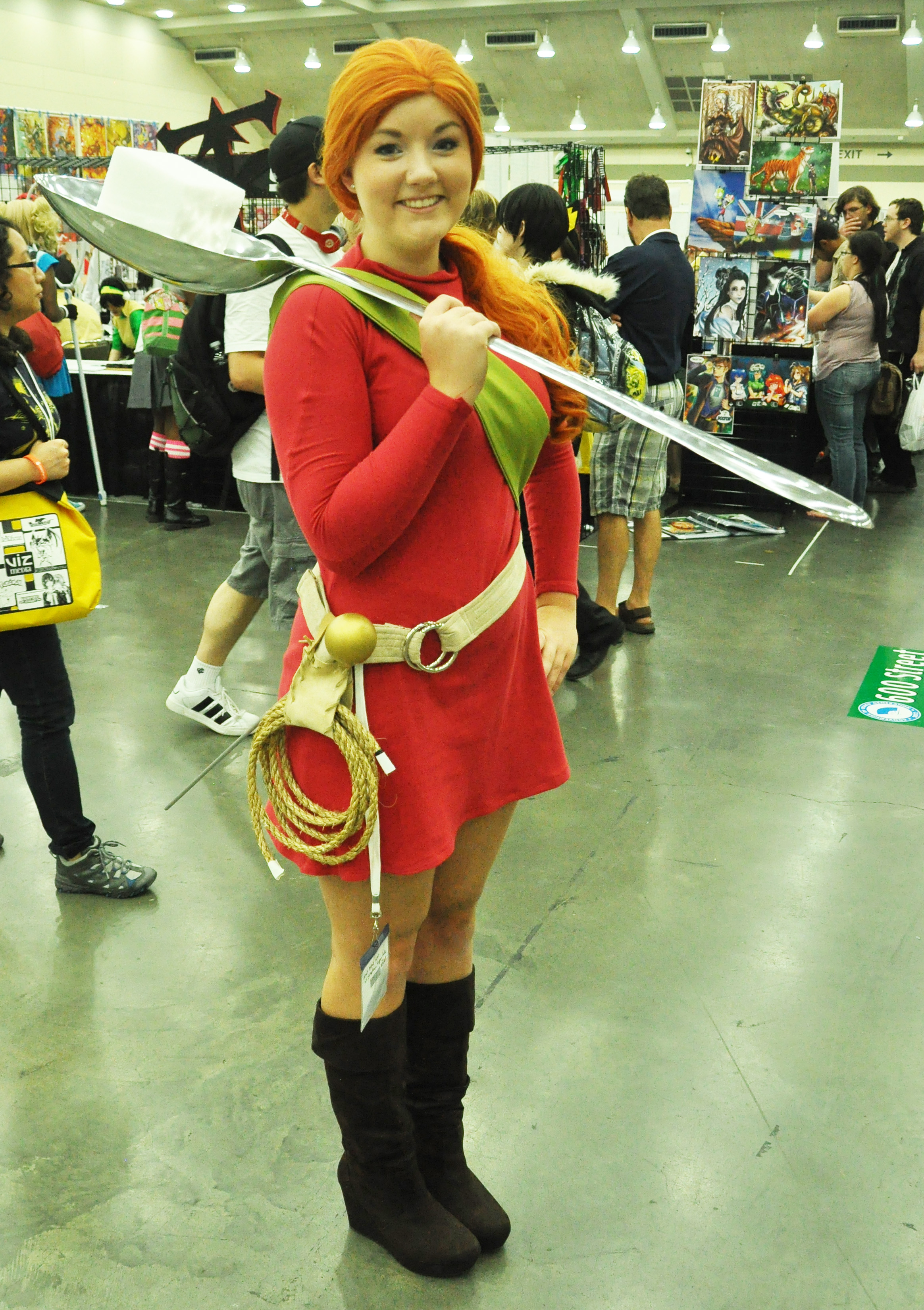
Arrietty cosplayjelmezes a 2012-es Otakonon

Az Arrietty 145 570 827 dollár bevételt hozott világszerte, ebből Észak-Amerikában 19 202 743 dollár folyt be. Ezzel a 4. legtöbb bevételt hozó és a legjövedelmezőbb nem játékfranchise-ra épülő anime film lett az Egyesült Államokban. Japánban első helyen nyitott a film, a nyitóhétvégén 1,35 milliárd jent jövedelmezett és több mint egymillióan látták. 2010. augusztus 5-én a Toho már 3,5 milliárd jen bevételt és 3,7 millió nézőt jelentett. Összességében 2010 legjövedelmezőbb japán filmje lett a japán piacon hozott 9,25 milliárd jen (110 millió dollár) bevétellel.
Az Arrietty megítélése pozitív volt a filmkritikusok körében. A Rotten Tomatoes filmkritikai oldalon 95%-ban pozitív értékelést kapott és 150 kritika alapján 7,65/10-es átlagpontozást állapítottak meg. A Metacritic 100-ból 80 pontot állapított meg 28 kritika értékelésének súlyozott átlagából.
Cristoph Mark a The Daily Yomiuri kritikusa pozitív véleménnyel volt a filmről, amely „valószínűleg egy örök kedvenc lesz a gyermekek körében”. Különösen kedvére valók voltak a film effektusai, példaként kiemelve a levélről lecseppenő vízcseppeket, az óra padlón áthallatszó ketyegését, a nagy és feszes, a csenőmanók számára asztalterítővé „növő” papírzsebkendőt, amelyek a nézőnek egy másik szemszögből adnak betekintést a saját világába. Mark Schilling a The Japan Timestól ötből négy csillagot adott a filmnek, és megállapította, hogy a „film egyenesen a szívhez és a képzelethez beszél”. Schilling dicsérte a film animációját, hozzátéve, hogy a Studio Ghibli animátorai már mesterei az illúziókeltésnek három dimenziós effektek nélkül is. Kitért arra is, hogy néhány jelenetben majdnem azzal fenyegetett, hogy „lüke”, „papolós” irányvonalat vesz fel vagy „bohózattá” válik a film, de örömét fejezte ki, hogy ezek csak rövid momentumok voltak.
Steve Rose, a The Guardian újságírója ötből négy csillagot adott, és dicsérte a filmet annak elbűvölő meséjéért, mély és gazdag mondanivalójáért. Rose szerint egy igazi „csemege” az animációs világban, bár meglátása szerint nem illik a Chihiro Szellemországban vagy A vadon hercegnője sorába azok epikus jellege és felnőtt témaviláguk miatt, de a legtöbb bélyegüket mégis viseli, mint például a letisztult, kidolgozott képi világot. Deborah Young, a The Hollywood Reporter újságírója szerint bár az Arrietty „elragadó túlvilágiasságot sugároz, továbbra is egy gyerekeknek szóló film marad”. Young Só és Arrietty kapcsolatát úgy látja, hogy „a legmélyebb érzéseket gyengéd sóvárgással érinti meg”. Jonebajasi rendezéséről elismerően írt. David Gritten a The Daily Telegraphtól nyitó gondolataiban „elragadóan színesnek és textúrázottnak” írta le. Dicsérte az animációt, leszögezve, hogy az „animáció nem lehet jobb, mint az Arrietty esetében”. Gritten ötből négy csillagot adott a filmnek. Don Groves a Special Broadcasting Service számára írt kritikájában vegyesen vélekedett az Arriettyről, amely szerinte egy „nagyon karcsú, jelentéktelenebb munka”. Groves bírálta a film cselekményét, amelyet egy idegen környezetben köttetett barátság „szelíd, humortalan, egyszerű meséjének” nevezett. A szinkronhangokat viszont dicsérettel illette: „átlagban olyan profi, amilyenre az ember számíthat”. Összességében 3,5 csillagot adott az ötből.
Zac Bertschy az Anime News Network újságírója az észak-amerikai változat ismertetőjében „B” osztályzatot adott az Arriettynek. Dicsérte a film hátterének bonyolult részleteit, de hangsúlyozta, „nem történik itt semmi több, még akkor sem, ha a film alaptörténetéből jön”. Később azonban hozzátette, hogy „bolondság lenne megtagadni az Arrietty világának egyszerű, meleg és családias örömeit”. Leslie Felperin a Variety magazintól dicsérte a film többnyire jó értelemben vett régimódiságát. Az animáció és a rendezés pozitív értékelése mellett kritizálta, hogy a filmből hiányzott a történetmesélés azon megközelítése, amely a Studio Ghibli korábbi filmjeinél tapasztalható volt. Manohla Dargis a The New York Timestól díjazta a kézzel rajzolt animációt és Jonebajasi rendezését. Dargis megjegyezte, hogy a film oda viszi a nézőt, ahová nem számított. Kenneth Turan, a Los Angeles Times filmkritikusa gyönyörűnek, gyengédnek és tisztának nevezte a filmet. A kidolgozott animációról és a történetről is pozitívan vélekedett, ezenkívül dicsérte az angol változatok készítőit. Lisa Schwarzbaum, az Entertainment Weekly kritikusa „B+” osztályzatot adott a filmnek dicsérve az animációt, s véleménye szerint a végeredmény egy olyan álmodozó, lágy hatású elegy lett, ahol a néző érdeklődését egyszerre kelti fel az esőcseppek megfigyelése és a csenőmanókért való aggódás.

## Díjak és jelölések
| Év   | Díj                                            | Kategória                                                             | Jelölt(ek)                                                                                                   | Eredmény |
| ---- | ---------------------------------------------- | --------------------------------------------------------------------- | --- | -------- |
| 2011 | 34. Japán Filmakadémia díja                    | Legjobb animációs film                                                | Arrietty – Elvitte a manó                                                                                    | Elnyerte |
| 2011 | 10. Tokyo Anime Awards                         | Az év animációs filmje                                                | Jonebajasi Hiromasza                                                                                         | Elnyerte |
| 2011 | 10. Tokyo Anime Awards                         | Legjobb művészi rendezés, Film kategória                              | Takesige Jódzsi                                                                                              | Elnyerte |
| 2011 | 10. Tokyo Anime Awards                         | Legjobb rendező                                                       | Jonebajasi Hiromasza                                                                                         | Elnyerte |
| 2011 | 10. Tokyo Anime Awards                         | Legjobb zene, Film kategória                                          | Cécile Corbel                                                                                                | Elnyerte |
| 2011 | 10. Tokyo Anime Awards                         | Figyelemre méltó bejegyzés, Hazai játékfilm kategória                 | Jonebajasi Hiromasza                                                                                         | Elnyerte |
| 2012 | 25. Chicagói Filmkritikusok Szövetségének díja | Legjobb animációs film                                                | Arrietty – Elvitte a manó                                                                                    | Jelölve  |
| 2012 | 14. Golden Tomato Awards                       | Legjobb értékelt animációs film                                       | Arrietty – Elvitte a manó                                                                                    | Elnyerte |
| 2012 | 16. Online Filmkritikusok Egyesületének díja   | Legjobb animációs film                                                | Arrietty – Elvitte a manó                                                                                    | Jelölve  |
| 2012 | 13. Golden Trailer Awards                      | Legjobb animeelőzetes                                                 | Walt Disney Studios Motion Pictures Trailer Park                                                             | Elnyerte |
| 2012 | 13. Golden Trailer Awards                      | Legjobb idegen nyelvű animáció/családi film előzetes                  | StudioCanal a film vágói                                                                                     | Elnyerte |
| 2012 | 13. Golden Trailer Awards                      | Don LaFontaine-díj a legjobb szinkronhangnak                          | StudioCanal                                                                                                  | Elnyerte |
| 2012 | 13. Golden Trailer Awards                      | Legjobb idegen nyelvű animáció/családi film előzetes                  | Walt Disney Studios Motion Pictures Trailer Park                                                             | Jelölve  |
| 2012 | Olasz online filmdíj                           | Legjobb anime játékfilm                                               | Jonebajasi Hiromasza                                                                                         | Elnyerte |
| 2012 | Village Voice Film Poll                        | Legjobb animációs játékfilm                                           | Arrietty – Elvitte a manó (a Mohó lelkekkel közösen)                                                         | Jelölve  |
| 2013 | 10. International Cinephile Society Awards     | Legjobb animációs film                                                | Arrietty – Elvitte a manó                                                                                    | Elnyerte |
| 2013 | 21. MovieGuide Awards                          | Legjobb családi film                                                  | Arrietty – Elvitte a manó                                                                                    | Jelölve  |
| 2013 | Behind the Voice Actors Awards                 | Legjobb női főszereplő vokál hangja anime játékfilmben/különkiadásban | Bridgit Mendler                                                                                              | Jelölve  |
| 2013 | Behind the Voice Actors Awards                 | Legjobb vokál együttes anime játékfilmben/különkiadásban              | - Bridgit Mendler - David Henrie - Will Arnett - Amy Poehler - Moises Arias - Carol Burnett - Gracie Poletti | Jelölve  |

## Manga
Az Arriettyt mangasorozat formájában is feldolgozták. Japánban a Tokuma Shoten Publishing kiadásában jelent meg négy kötetben 2010. augusztus 7. és szeptember 25. között. Észak-Amerikában a Viz Media kezdte meg a mangaadaptáció angol változatának kiadását 2012 februárjában.

### Kötetek
| Kötet | Japán kiadás dátuma  | Japán ISBN             | Észak-amerikai kiadás dátuma | Észak-amerikai ISBN |
| ----- | -------------------- | ---------------------- | ---------------------------- | ------------------- |
| 1.    | 2010. augusztus 7.   | ISBN 978-4-19-770154-4 | 2012. február 7.             | ISBN 1-4215-4116-5  |
| 2.    | 2010. augusztus 31.  | ISBN 978-4-19-770155-1 | 2012. február 7.             | ISBN 1-4215-4117-3  |
| 3.    | 2010. szeptember 8.  | ISBN 978-4-19-770156-8 | —                            | —                   |
| 4.    | 2010. szeptember 25. | ISBN 978-4-19-770157-5 | —                            | —                   |